# Apporterande hund

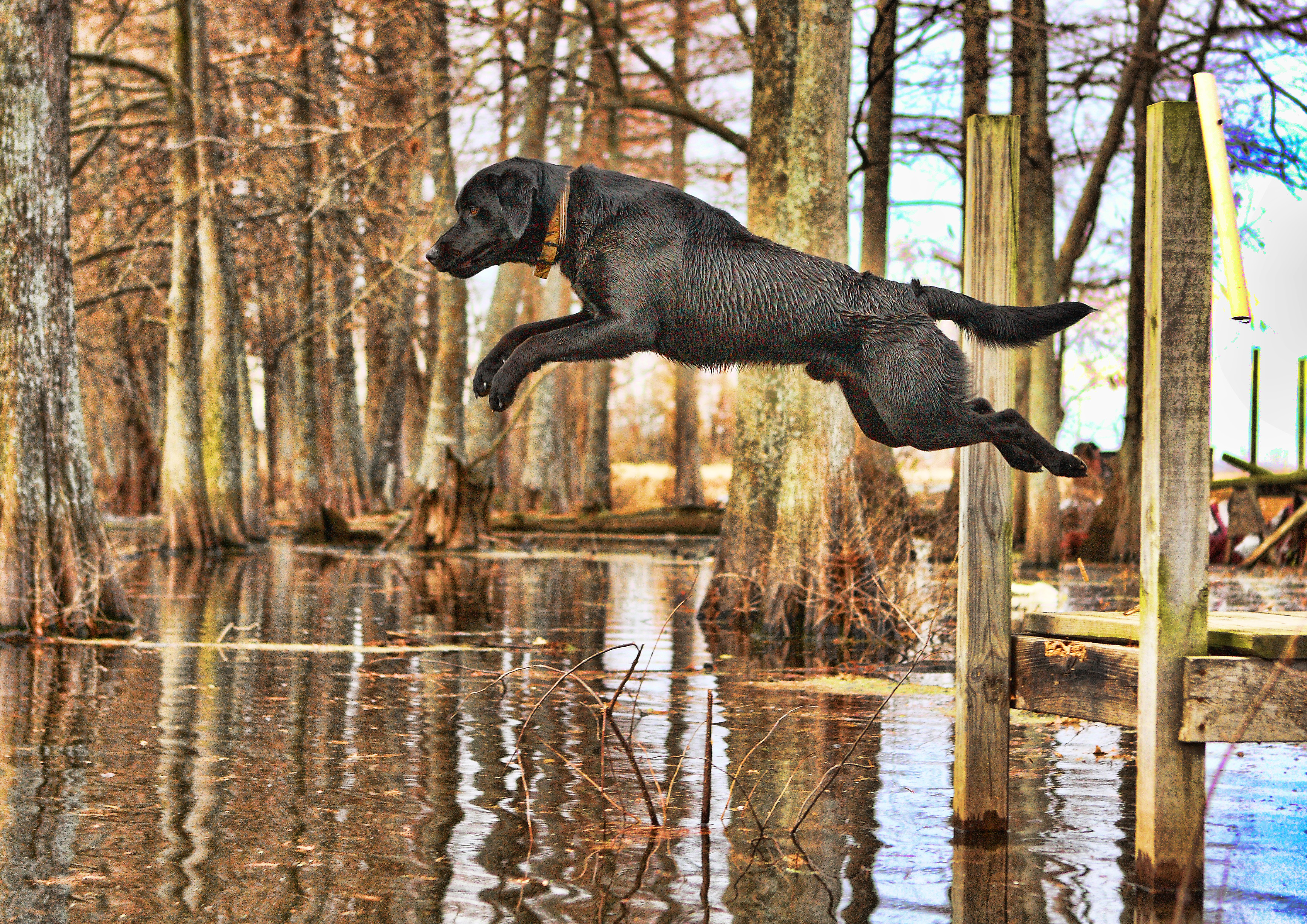
En labrador retriever dyker i vattnet för att apportera

Apporterande hundar är hundraser som avlats fram för att söka och apportera dödat och skadskjutet vilt i vatten och på land. De ingår i rasgruppen stötande och apporterande hundar, sektionen apporterande hundar, enligt den internationella kennelfederationen Fédération Cynologique Internationales (FCI) klassifikation. Alla raser i denna sektion är av typen retriever. Det främsta viltslaget vid jakt där man använder apporterande hundar är andfåglar och hönsfåglar, de räknas alltså till fågelhundarna.
De apporterande hundarna korsades fram och renavlades under 1800-talet i England och på Nordamerikas nordöstra kust. De avlades fram för att kunna användas vid jakt på sträckande sjöfåglar samt vid klappjakter; det vill säga jakt där man lägger ner ett stort antal vilt på kort tid och där jakthundar vanligen inte kommer till användning. Eftersom de apporterande hundarna har ett nedärvt ointresse för levande, oskadat vilt, är de även värdefulla som eftersökshundar.
Andra grupper av hundraser som är specialiserade på apportarbete av olika slag är vattenhundar och stötande hundar, som även de ingår i gruppen stötande och apporterande hundar, samt de kontinentala stående fågelhundarna.

## Provformer
- Jaktprov för apporterande hund
- Särskilt apporteringstest
- Jaktprov för stötande hund
- Jaktprov för kontinentala stående fågelhundar
- Vattenprov (apport)